# Snobs
Snobs (Brasil: Snobs, meu Melhor Amigo / Portugal: Snobs) é uma série australiana infantil sobre dois amigos, Marian Freeman, um menino nómade que chega à cidade australiana de Eden Beach, e Abby, uma menina da classe-média alta que mora na cidade. Boa parte do enredo trata do preconceito sofrido (e, às vezes, exercido) pelos "ciganos" (no original chamados de "Ferals") nas mãos dos agressivos cidadãos de Eden Beach. No meio disto tudo, Marian e Abby tornam-se amigos, para a raiva da mãe dela, que é talvez quem mais odeie os ciganos. Snobs é o nome do cão do Marian.

## Enredo
O Marian chega acompanhado de um grupo de nómades à cidade australiana de Eden Beach, liderados por Kizzy, a matriarca do grupo e avó do Marian. Junto dele estão os seus amigos Spike, um rapaz ruivo e atrapalhado que tem bons planos de como ganhar dinheiro e pregar partidas, e Pia, uma menina tímida que cultiva plantas e obedece às regras, sempre com muita educação. Para completar o grupo estão o Tobar e a Rose, os pais do Marian, o Banjo, o seu irmão mais novo surdo-mudo, e o Rollo, o pai do Spike, entre outros.
O primeiro encontro entre o Marian e a Abby acontece quando eles ainda estão na estrada para a cidade e a Abby e uma amiga chamada Brooke, que estavam cavalgando por perto, perdem o controlo dos cavalos e o Marian e o Snobs, o seu cão, ajudam-nas a recuperá-los. Quando o Marian ouve a Abby a gozar dos ciganos e do nome dele ("Marian não é nome de menina?"), ele fica chateado e deixa-a sozinha. Porém, pouco depois, a Abby salva-o quando ele cai de um despenhadeiro para o mar, usando uma prancha de surf. Em seguida, ela defende-o quando a sua mãe, Rachel, o acusa de estar a roubar. Depois disso, a Abby torna-se amiga do Marian e, mais tarde, da Pia e do Spike.
Boa parte do enredo é bem construída sobre o tema do preconceito, fortemente marcado na série. A Abby e a sua avó, Gwen (que possui ligações com Kizzy, a líder dos nómadas) são as únicas que inicialmente, recebem bem os ciganos. Mais tarde, porém, a Brooke passa a revelar-se mais simpática com eles, talvez graças ao Spike. A professora do 6ª ano, Sra. Church, e o director Sr. Alexander também recebem bem a Pia, o Marian e o Spike, mas não necessariamente os seus pais. Talvez quem nunca demonstre qualquer sinal de trégua com os ciganos sejam o Sam e o Ryan, dois rapazes implicativos de Eden Beach.
A série saiu na Austrália com a descrição de que a Abby e o Marian eram Romeu e Julieta modernos o que se torna evidente durante a série. Inclusive essa peça é encenada pela sexta série e os papéis principais são disputados fervorosamente pela Brooke, pelo Marian e pelo Spike, cada um com os seus motivos: a Brooke sempre representou a sua turma nas peças da escola, o Marian a querer "fugir" das aulas (quando participam no teatro podem sair para ensaiar) e o Spike a querer "atormentar" a Brooke sendo o Romeu, o que não é tão claro assim, já que ele insiste em ensaiar a cena do beijo. No último episódio também há uma clara homenagem ao famoso desenho da Disney, A Dama e o Vagabundo.
A série, apesar de possuir bastante humor, nem sempre mostra a vitória das personagens principais na situação, como por exemplo no episódio em que a Pia salva o Charlie, o irmão da Abby, de um incêndio provocado acidentalmente pelo Spike. No final do episódio, o Sam e o Ryan provam que a culpa é do Spike e a Pia é forçada a devolver a medalha que recebeu dos bombeiros, fazendo com que os ciganos fossem ainda mais odiados pelos cidadãos de Eden Beach.

## Personagens principais
- Abby: Menina "da cidade" que faz logo amizade com o Marian. Mora com a sua avó, Gwen e talvez por isso, simpatize tanto com os ciganos. É muito amiga do Marian, apesar desse às vezes "vacilar" com ela. Foram anunciados oficialmente como um casal pela Southern Star Group, apesar do Marian parecer, às vezes, indiferente a ela. Tem à volta de 13 anos. Descobriu que era prima do Marian, pois a sua avó é irmã da Kizzy.

- Marian: Como nasceu entre os nómades, é bastante acostumado com o preconceito, mas reage de maneira diferente aos seus amigos. O Marian é bastante agressivo quando o assunto é defender a sua família, frequentemente contra o Sam e o Ryan. Apesar da antipatia inicial com a Abby, depois de um tempo passa a dar-se muito bem com a menina. Não é muito bom na escola e tem dificuldades em lidar com aparelhos tecnológicos como máquinas de filmar e computadores. Tem à volta de 13 anos.

- Spike: O melhor amigo do Marian, é atrapalhado, talvez porque o seu pai, Rollo, é pouco inteligente. Mesmo assim tem um cérebro brilhante quando ao assunto de ganhar dinheiro ou pregar partidas ao Sam ou ao Ryan. É responsável pela parte cómica da série e quase nunca se importa com os comentários agressivos ou ofensas, preferindo fingir que não ouviu. Mesmo fiel ao Marian, pode negar ajuda às vezes, quando isso confronta os seus interesses. Tem bastante influência no Snobs, até mais do que o Marian, dono "oficial" do cão. Gosta muito de Eden Beach, mesmo que tente disfarçá-lo e pretendia ficar lá mesmo quando teve que sair da cidade. Deve ter uma queda para a Brooke e uma rivalidade especial com o Sam e o Ryan. Tem por volta de 12/13 anos.

- Pia: A Pia é a mais inteligente do grupo dos ciganos. É jardineira e muito tímida e introvertida. Tem vergonha do seu cabelo e das suas roupas e é muito frágil quando gozam com ela na escola, onde estuda na mesma turma que a Abby, a Brooke, o Marian, o Spike, o Sam e o Ryan, e tenta adaptar-se, sem sucesso. Fala pouco com outras pessoas que não sejam suas amigas e esforça-se bastante nos estudos, conquistando a admiração da Sra. Church. Deve ter a mesma idade do Spike e do Marian.

- Brooke: A antipática amiga da Abby. É muito preconceituosa e fresca, típica patricinha. Exibida e orgulhosa, tem uma certa rivalidade com o Spike e por vezes chega a ser cruel, principalmente com o Marian e a Pia. É muito preocupada com o que pensam dela e sobre as suas roupas, tentando sempre impressionar a todos.

## Os Ciganos
Mesmo não sendo da etnia rom, os ciganos própriamente ditos, são um grupo de nómadas modernos. Kizzy é a mulher mais velha e líder do grupo, a mãe de Tobar que, segundo ela, nunca foi à escola. A Rose, mãe do Marian e esposa do Tobar provavelmente já morou um tempo na cidade, já que é mais aberta à tecnologia e a "coisas da cidade" e frequentou a escola. É um grupo razoavelmente grande, como são 4 carros que chegam à cidade no primeiro episódio, presume-se que sejam 3 famílias, mais o trailer da Kizzy.
Vivem cercados das suas próprias crendices e tradições, como a Kizzy abominar vídeos, televisão e computadores, os pais do Banjo não o deixarem testar um aparelho auditivo "porque a natureza fê-lo surdo, não podemos interferir" e o Marian ser um analfabeto funcional.
Vestem roupas tipicamente hippies, com influências orientais e indianas. O figurino é muito mais valorizado do que o dos moradores de Eden Beach. Apesar de serem três ou quatro famílias, apenas o Tobar, a Kizzy, a Rose, o Banjo, o Marian, a Pia, o Spike e o Rollo têm uma participação mais activa na série.

## Dobragem Portuguesa
| Personagem                   | Voz                   |
| ---------------------------- | --------------------- |
| Marian                       | Alexandra Gabriel     |
| Abbie                        | Isabel Queirós        |
| Rachel                       | Zélia Santos          |
| Spike                        | Daniel Costa          |
| Pia                          | Rute Pimenta          |
| Ryan                         | Daniel Almeida        |
| Sam                          | Clara Nogueira        |
| Brooke                       | Marta Melo            |
| Sra Church                   | Marta Tribúsio        |
| Kizzy                        | Clara Nogueira        |
| Tobar                        | Rui Oliveira          |
| Rose                         | Joana Carvalho        |
| Gwen                         | Raquel Rosmaninho     |
| Charlie                      | Paula Seabra          |
| Agente Stabbs                | Jorge Seabra Paupério |
| Diretor Alexander            | Jorge Paupério        |
| Simon(Pai de Abby e Charlie) | António Vaz Mendes    |

- E ainda no elenco adicional incluem-se Ângela Marques, Edgard Fernandes, Pedro Carreira, Jorge Vasques, Mário Santos.

Direção de Dobragem: Jorge Paupério
Estúdio: Som Norte

## Exibição
Brasil
No Brasil, foi exibida em duas emissoras, inicialmente no canal Boomerang e posteriormente na TV Brasil.
Portugal
Em Portugal, esta série apareceu já várias vezes na SIC de manhã e, mais tarde, apareceu na SIC K.

## A Série
A série foi produzida pela Southern Star Group de Sydney, Austrália. Foi feita apenas uma temporada de 26 episódios sem nome. O último episódio termina a história e conclui o enredo, deixando porém espaço para uma possível continuação, o que não ocorreu. Apesar de poderem ser vistos em qualquer ordem, os episódios constroem uma história sequencial completa, com começo, meio e fim.
O Snobs venceu na categoria do "Melhor programa de Televisão Live Action" no 21.º Chicago International Children’s Film Festival Awards no ano de 2004. Além da Austrália, já foi transmitida no Reino Unido, Itália, França, Canadá, Irlanda, Emirados Árabes Unidos, Polónia, Portugal, Eslováquia, Eslovénia, Roménia, Finlândia, Estónia, Brasil e América Latina.